# Tomeștii Noi, Glodeni
Tomeștii Noi este un sat din comuna Balatina din raionul Glodeni (Republica Moldova). În anul 2004, satul avea de 728 locuitori: 719 moldoveni/români, 6 ucraineni și 3 ruși.